# De Harry Potter Prequel
De Harry Potter Prequel is een 800-woorden lang prequelverhaal geschreven door de Britse schrijfster J.K. Rowling en gepubliceerd op 11 juni 2008. Het speelt zich af drie jaar voor de geboorte van Harry Potter en vertelt een avontuur van Sirius Zwarts en James Potter.

## Inhoud
Twee Dreuzelagenten, PC Anderson en Sergeant Fisher, achtervolgen een motorfiets die de snelheidslimiet ruimschoots overschrijdt. Wanneer ze de twee berijders daarmee confronteren, vragen ze hun namen. Na een paar grappen introduceren de jongens zich als Sirius Zwarts en James Potter. Als de twee agenten aanstalten maken om hen te arresteren arriveren er plotseling drie mannen op bezemstelen in het steegje, die recht op agenten afkomen. James en Sirius gebruiken hun toverstok om de politieauto te lanceren, zodat de drie Dooddoeners ertegenaan knallen en zij kunnen ontsnappen. De politiemannen blijven totaal verbijsterd achter.

## Aankondiging
J.K. Rowling kondigde in 2008 aan dat ze een prequelverhaal aan het schrijven was voor de Engelse organisatie PEN en Dyslexia Action. Het verhaal, handgeschreven op een kaartje en door haarzelf gesigneerd, werd vervolgens samen met dertien andere gelijksoortige exemplaren geveild op 11 juni 2008. De opbrengst werd gedoneerd aan het goede doel. De koper van de kaart was Hira Digpal, president van de in Tokio gevestigde banking-consulting Red-33. 
De prequel verscheen daarna op het internet.
Rowling heeft uitgesloten dat ze ooit een  prequel zou schrijven van de Harry Potter-serie en signeerde het 'kaartverhaal' dan ook met de woorden: "Van de prequel waar ik niet aan werk - maar het was leuk!'